# William Cuthbertson
William Cuthbertson (ur. 21 lipca 1902 w Dunfermline, zm. 24 listopada 1963 tamże) – brytyjski bokser wagi muszej. W 1920 roku na Letnich Igrzyskach Olimpijskich 1920 w Antwerpii zdobył brązowy medal.